# Most Banpo
Most Banpo (korejsky: 반포대교) je hlavní most přes řeku Han v Soulu, v Jižní Koreji. Dvoupodlažní most je zapsán v Guinnessově knize rekordů jako nejdelší fontána na světě. Fontána „Duhový měsíční svit“ má téměř 10 000 LED světel podél obou stran mostu a za pouhých 5 minut vytryskne fontána 190 tun vody.
Banpo je důležitou spojnicí mezi městskou čtvrtí Seocho-gu a Jongsan-gu.

## Fontána Duhový měsíční svit
Fontána Duhový měsíční svit (korejsky: 달빛무지개 분수) čerpá vodu přímo z řeky Han, což je ekologicky šetrné vůči prostředí. Fontánu pohání 38 čerpadel a 9 380 trysek po obou stranách. Voda padá z 20 metrů a dostříkne až 43 metrů daleko.
Fontána byla instalována v září roku 2009.